# Plantas alógamas
Plantas alógamas são plantas que fazem, preferencialmente, polinização cruzada. Neste caso, a fertilização acontece quando o pólen de uma planta fertiliza o estigma da flor de outra planta. As espécies alógamas são caracterizadas pela heterozigose, apresentando heterose e endogamia. As plantas alógamas não propagam seus genótipos, para a próxima geração como ocorre em espécies autógamas, mas sim, seus alelos. Portanto, a cada geração surgirão novos indivíduos que apresentarão constituição alélicas diferentes dos seus pais.